# 孟山都眼中的世界
孟山都眼中的世界（法語：Le Monde Selon Monsanto）是由法國记者玛丽-莫尼克·罗宾（Marie-Monique Robin）於2008年製作，描述孟山都公司种种恶劣行為的電影。这部电影在德法公共電視台上放映。
在片中，罗宾展示了她三年来在美国、英国、印度、墨西哥，以及巴拉圭等国调查得到的结果，以及采访数十个科学家、民间运动者，以及普通农民的访谈实录。
- 孟山都公司化工時期：PCB中毒問題、橙劑問題。
- 孟山都公司生物科技時期

1. 生產農達除草劑，並達成高市佔率。
2. 基改作物：「抗農達作物」（例如大豆）、可抗蟲害的BT作物（例如玉米、棉花）
3. 專利問題：農夫種植基改作物後，不得自留種子；但每次種植皆需要向孟山都購買種子，造成農夫經濟負擔。

- 基改作物與傳統作物發生基因雜交的風險：傳統作物遭到基因污染。
- 農村在種植型態與社會型態的改變。